# Hyophila cuspidatissima
Hyophila cuspidatissima là một loài rêu trong họ Pottiaceae. Loài này được Paris & Broth. mô tả khoa học đầu tiên năm 1904.